# Запис Симоновића храст (Доње Видово)
Запис Симоновића храст (Доње Видово) се налази на парцели чији је власник Николић Зоран.

## Локација
| Општина             | Параћин                                                          |
| Катастарска општина | Доње Видово                                                      |
| Потес               | Пресека                                                          |
| Координате          | 43° 47′ 58″ С; 21° 23′ 14″ И / 43.799500000000002° С; 21.3872° И |
| Надморска висина    | 128m                                                             |

## Карактеристике
Дендрометријске вредности утврђене на терену и сателитским снимцима:
| Стабло                     | Храст |
| Висина стабла              | m     |
| Обим дебла                 | m     |
| Пречник крошње             | 11m   |
| Пречник дебла              | m     |
| Висина дебла до прве гране | m     |

## База записа
Запис је у оквиру Викимедија пројекта "Запис - Свето дрво" заведен под редним бројем 0522.